# 田上富久
田上 富久（たうえ とみひさ、1956年〈昭和31年〉12月10日 - ）は、日本の政治家。長崎県長崎市長を4期務めた（第32、33、34、35代）。

## 来歴

### 市職員時代
現在の長崎県五島市出身。長崎県立長崎南高等学校、九州大学法学部卒業後1980年10月長崎市役所に入庁。以後本島等、伊藤一長両市長の下で、26年あまり職員として市政を支えた。広報担当を経て、2002年4月観光部観光振興課主幹、2004年4月企画部統計課長を歴任。「NNU21（Nagasaki New Umidasu 21）」や広報活動に携わる。広報や観光担当などとして市民や観光客と接する場も多かった。2006年に行われた『長崎さるく博』の提案者で、統計課長となってからも「さるくガイド」として参加した。

### 市長選への立候補
2007年4月17日に起きた長崎市長射殺事件で市長の伊藤一長が死亡したことを受け、4月19日、長崎市長選挙に補充立候補した。公職選挙法の規定により市職員は失職となった。
補充立候補には田上と、伊藤の娘婿で西日本新聞記者の横尾誠が届け出た。立候補に必要な戸籍謄本を取り寄せに親族が本籍地の五島まで戻っていたため、田上の届け出が完了したのは受付締切の直前だった。
選挙事務所は4月20日に借り、ポスターは一晩で印刷し、立候補を聞いて駆けつけた友人・知人が一晩、夜通しで掲示板に貼り付けた。田上や支援者は2日間で数時間しか寝られないほどの多忙だったという。
田上は選挙戦で「市政は、一人のものでもなければ、もちろん、家族（伊藤・横尾両家）のものでもありません。このような形で、新しい市長が決まっていいのだろうかと…」と、故人や遺族への同情で票が流れやすいと言われる弔い選挙の中で自らの主張を貫いた。「市民力」を合言葉に長崎市民の力で市政を行うべきだと訴え、急ごしらえの選挙活動で超短期決戦を制した。
立候補は各政党関係者にとっても突然の話であったが、伊藤を支持していた一部の経済関係者や県選出の国会議員、市職員時代に携わったイベントの関係者などの支持を受け、横尾を953票差で降して当選した。なお、伊藤の死亡に伴って立候補した経緯から、万歳三唱を行うことは自粛し、支持・支援をしてくれた人々への感謝の気持ちを込めた拍手のみとした。

### 長崎市長として

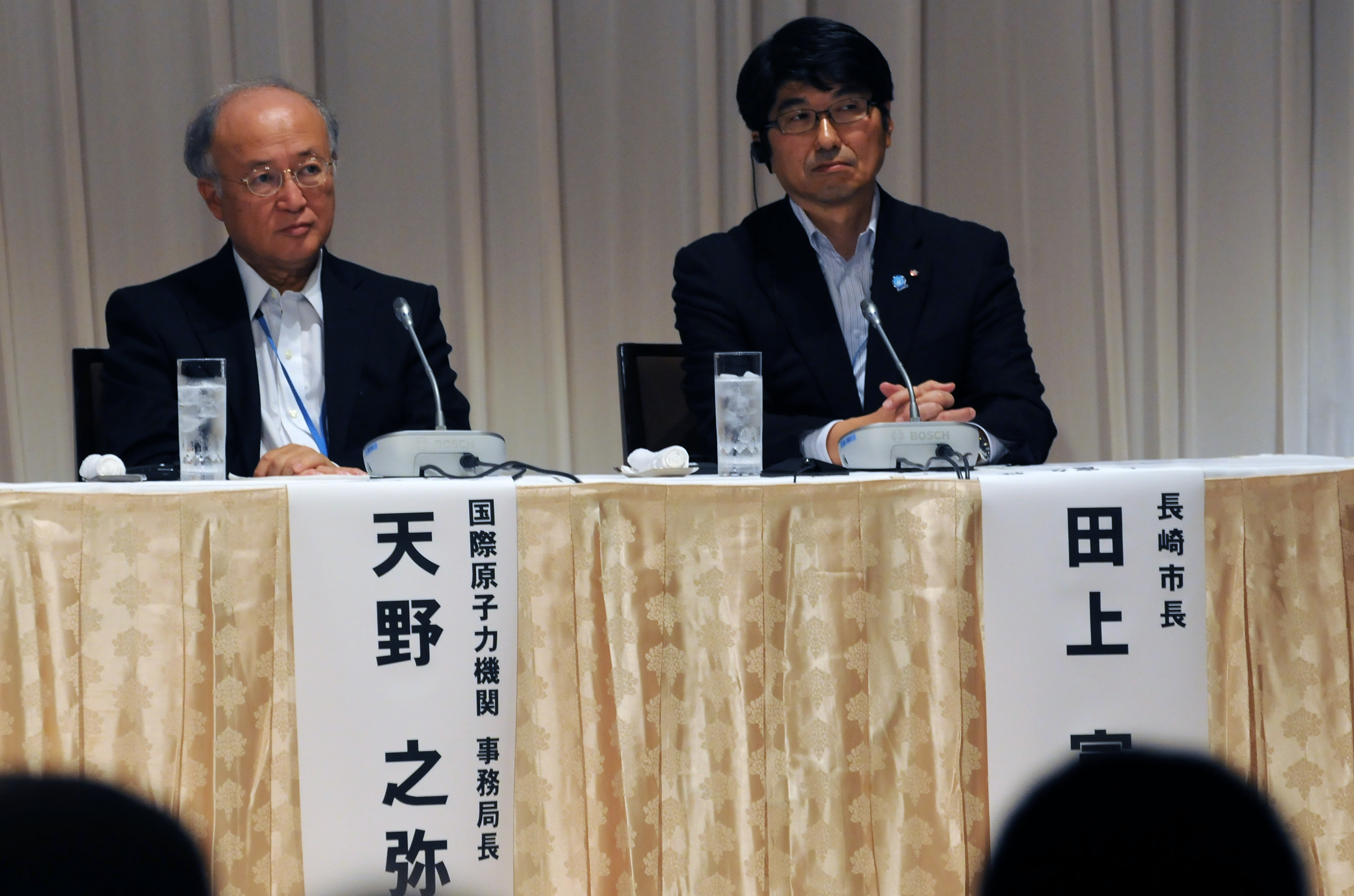
2011年7月27日、「国連軍縮会議 in 松本」にて国際原子力機関事務局長天野之弥（左）と

2007年4月25日に市長として初登庁した。5月末には中核市市長会会長に選出されたほか、6月8日から市長と市民が顔を合わせる「ちゃんぽんミーティング」を行っている。また、6月10日には「長崎さるく博」で市職員としてガイドを17回務めた経験を生かし、観光客に映画『解夏』（原作さだまさし）のロケ地である聖福寺のガイドを行った。事前の知らせは無かったため、観光客は驚いたという。
6月30日に防衛大臣の久間章生が長崎への原爆投下について「しょうがない」と発言したと伝えられたことを受け、「高校生平和大使」10周年記念会に出席していた田上は「事実とすれば、被爆地として容認できない」と強く非難した。さらには7月3日に上京、久間と面会し「被爆者の心情を踏みにじるものとして看過できない」という内容の要請文を手渡した。久間からは釈明の場を設けて欲しい旨の提案があったという。午後には安倍晋三首相に面会し、政府に抗議した。安倍は田上に対し、核廃絶を目指す政府の方針を改めて表明した。久間はこの日の午後、辞意を表明したが、夕方に長崎市役所で行った記者会見で田上は「決着がついたわけではない」と強調した。なお、7月7日に行われた「平和宣言文」起草委員会では抗議をすべしという意見が相次いだ。しかし委員長である田上は、久間の発言に特化することなく、核廃絶と逆の方向に向かう意見に対する抗議を述べるほうが良いと考えたため、8月9日の平和祈念式典で読み上げられた平和宣言文には、発言を直接的に批判する言葉は盛り込まれていない。
9月18日には、山崎拓が北朝鮮の核実験について「やらせてよかった」と発言した。これに対し田上は同月21日に抗議文を出し、山崎は同月22日付けで「今後とも核兵器廃絶に向け全力を尽くす」とした回答書を提出した。
2009年8月1日未明に放送された『今夜も生でさだまさし 奈良よし!鹿よし!あをによし!』（NHK総合）に実名で投稿した。長崎市出身のさだに、9日の原爆忌に関連し平和を目指す取り組みへの訴えに協力を要請する趣旨の内容であった。
同年8月9日に発表された平和宣言は、米国大統領のバラク・オバマが同年4月にチェコ共和国・プラハで行った核廃絶を目指す内容の演説を支持し、賛同の輪を広げるよう呼びかけるものとなったほか、核保有・同疑惑国首脳の実名を挙げ、長崎市を訪問するよう求めた。
2011年の市長選挙（第17回統一地方選挙）では2期目を目指して立候補した。4月24日に投開票が行われ、長崎市長選で過去最多となる15万票を得て再選した。立候補の際、政党に推薦願は出さなかったが、自民党や民主党はそれぞれ独自に支持という形を取った。
2015年の市長選挙（第18回統一地方選挙）では田上の他に立候補がなく、4月19日に無投票で田上の3選が確定した。
2019年の市長選挙（第19回統一地方選挙）で4選。
2022年12月9日、市議会本会議で翌2023年4月に予定される任期満了に伴う次期市長選に立候補しない事を表明した。
2023年4月25日 任期満了に伴い長崎市長を退任。

## 選挙歴

### 2007年
※当日有権者数：364,181人 最終投票率：55.14%（前回比：△2.49pts）
| 候補者名 | 年齢 | 所属党派   | 新旧別 | 得票数   | 得票率 | 推薦・支持 |
| -------- | ---- | ---------- | ------ | -------- | ------ | ---------- |
| 田上富久 | 50   | 無所属     | 新     | 78,066票 | 42.1%  |            |
| 横尾誠   | 40   | 無所属     | 新     | 77,113票 | 41.6%  |            |
| 山本誠一 | 71   | 日本共産党 | 新     | 19,189票 | 10.4%  |            |
| 前川智子 | 59   | 無所属     | 新     | 8,321票  | 4.5%   |            |
| 前川悦子 | 57   | 無所属     | 新     | 2,677票  | 1.4%   |            |

### 2011年
※当日有権者数：365,914人 最終投票率：53.28%（前回比：△1.86pts）
| 候補者名 | 年齢 | 所属党派   | 新旧別 | 得票数    | 得票率 | 推薦・支持 |
| -------- | ---- | ---------- | ------ | --------- | ------ | ---------- |
| 田上富久 | 54   | 無所属     | 現     | 150,842票 | 79.4%  |            |
| 太田雅英 | 63   | 無所属     | 新     | 26,316票  | 13.9%  |            |
| 中田剛   | 67   | 日本共産党 | 新     | 12,762票  | 6.7%   |            |

### 2015年
田上の他に立候補者が無く、無投票で当選。

### 2019年
※当日有権者数：350,395人 最終投票率：47.33%（前回比：pts）
| 候補者名 | 年齢 | 所属党派 | 新旧別 | 得票数   | 得票率 | 推薦・支持 |
| -------- | ---- | -------- | ------ | -------- | ------ | ---------- |
| 田上富久 | 62   | 無所属   | 現     | 86,319票 | 52.7%  |            |
| 橋本剛   | 49   | 無所属   | 新     | 54,136票 | 33.0%  |            |
| 高比良元 | 66   | 無所属   | 新     | 19,239票 | 11.7%  |            |
| 吉富博久 | 74   | 無所属   | 新     | 4,207票  | 2.6%   |            |

## 市政
- 2019年9月2日、LGBTなど性的少数者のカップルが婚姻に相当する関係にあると認める「パートナーシップ宣誓制度」を開始した。同制度の導入は県内初となる[6]。